# Lingl István
Lingl István (Szigetvár, 1953. december 2. –) labdarúgó, csatár.

## Pályafutása
1977 és 1979 között a Pécsi MSC labdarúgója volt. Az élvonalban 1977. szeptember 3-án mutatkozott be a Dunaújváros ellen, ahol 1–1-es döntetlen született. Tagja volt az 1978-as magyar kupa-döntős csapatnak. 1980 és 1981 között a Kaposvári Rákóczi játékosa volt. Az élvonalban összesen 35 mérkőzésen szerepelt és négy gólt szerzett.

## Sikerei, díjai
- Magyar kupa (MNK)
  - döntős: 1978